# 若敖
若敖（じゃくごう、? - 紀元前764年頃、在位：紀元前790年頃 - 紀元前764年頃）は、中国西周末期 - 春秋時代初期の楚の君主。姓は羋、氏は熊。諱は儀。熊咢の子。霄敖の父。
前764年頃死去し、「若敖」の諡号が贈られた（「若」は埋葬された地名、「敖」は酋長を意味する）。これより楚の君主の諡号制度が始まったとされる。